# Lady Run, Lady Hide
«Lady Run, Lady Hide» (en español: «Dama huye, dama escóndete») es una canción que fue escrita por Myles Goodwyn.  Se encuentra originalmente en el álbum Electric Jewels de la banda canadiense de rock April Wine.  Dicho disco fue publicado en 1973 por Aquarius Records.

## Lanzamiento
Esta canción fue lanzada como el primer sencillo de Electric Jewels en 1973.  La cara B de este vinilo contiene la melodía «I Get Bad» («Me sale mal» en español), escrita por David Henman. «I Get Bad» saldría a la venta como sencillo solamente en el continente europeo meses después.

## Recibimiento
Este tema recibió una buena aceptación del público, tal como se había presentado con los sencillos anteriores de April Wine.  «Lady Run, Lady Hide» se colocó en la posición 19.º de la lista de los 100 sencillos más populares de la revista RPM Magazine en junio de 1973.

## Lista de canciones

### Lado A
| Side one |                       |               |          |  |
| N.º      | Título                | Escritor(es)  | Duración |  |
| 1.       | «Lady Run, Lady Hide» | Myles Goodwyn | 2:57     |  |

### Lado B
| Side one |             |              |          |  |
| N.º      | Título      | Escritor(es) | Duración |  |
| 2.       | «I Get Bad» | David Henman | 3:15     |  |

## Créditos
- Myles Goodwyn — voz principal y guitarra
- Gary Moffet — guitarra (en la canción «Lady Run, Lady Hide»)
- David Henman — guitarra (en la canción «I Get Bad»)
- Jim Clench — bajo
- Jerry Mercer — batería

## Listas
| Año  | País   | Lista                    | Posición máxima |
| ---- | ------ | ------------------------ | --------------- |
| 1973 | Canadá | RPM Magazine Top Singles | 19.º            |